# Келахана
Келахана (азерб. Kələxana) или Калахана — село в Шемахинском районе Азербайджана.

## География
Рвсположено в 7 км к юго-западу от города Шемахы.

## Достопримечательности

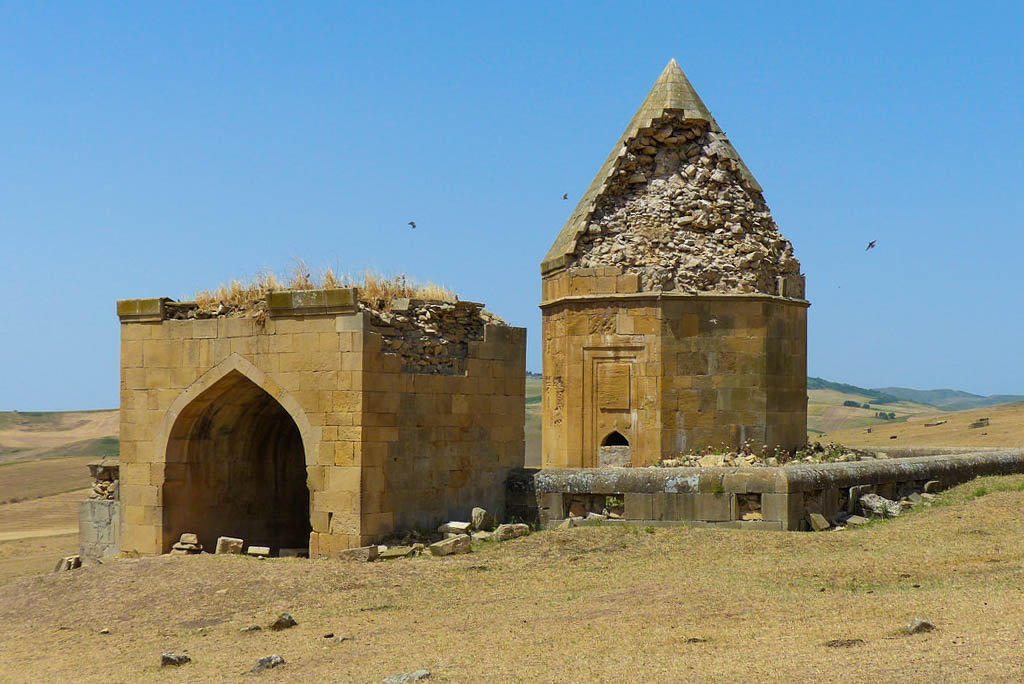
Мавзолей в Келахана

В селе расположен мемориальный комплекс XVII века. Комплекс состоит из 8 восьмигранных каменных мавзолеев, каждый из которых покрыт пирамидальным шатром.

## Этимология
Название села, имеет арабо-персидское происхождение и состоит из двух компонентов: «кела» (азерб. kələ) и «хана» (азерб. xana). Первое означает «храм» а второе «дом, построение».

## История
В период нахождения поселения в составе Российской Империи изначально территориально относилось к Шамахинской губернии, после ее упразднения — к Бакинской. По данным «Кавказского календаря» на 1856 год село Калаханы населяли армяне, которые являлись последователями армянской церкви и между собой говорили по-армянски и «татарски» (по-азербайджански).  По данным на 1870 год, село относилось к селам Шемахинского уезда населенным исключительно армянами.
По данным на 1980 год в Келахана проживало 263 человека основной деятельностью которых было виноградарство. Имелись школа-восьмилетка, библиотека, медицинский пункт.
На 2009 год население села составляло 363 человека.